# Marcelo
Marcelo es un nombre propio masculino, de origen latino. Su variante femenina es Marcela.

## Etimología
El nombre Marcelo proviene de Marte, el dios romano de la guerra; tiene variantes como Marcel, Marcos, Marcial y Martín.[cita requerida]

## Variantes
- Masculino: Marcelino.
- Femenino: Marcela, Marcelina, Celina.

### Variantes en otros idiomas
- Alemán: Marcellus
- Árabe: مارسيلو
- Catalán: Marcel
- Coreano: 마르셀로
- Euskera: Markel
- Francés: Marcel
- Hebreo: מרסלו
- Hindi: मर्चेल्लो
- Inglés: Marshall
- Italiano: Marcello
- Japonés: マルセロ (Marusero), マルチェロ (Maruchero)
- Canarés: ಮರೆಚ್ಲೊಲ್
- Panyabí: ਮਰ੍ਚੇਲ੍ਲੋ
- Polaco: Marceli
- Portugués: Marcelo
- Ruso: Маркелл (Маркел); (Markel)
- Telugú: మరెచ్లొల్
- Runa Simi: Mashichu.

## Personajes conocidos por ese nombre
- Marcelo de León, mártir español.
- Marcelino I, vigésimo nono papa de la Iglesia católica.
- Marcelo I, trigésimo papa de la Iglesia católica.
- Marcelo II, papa de la Iglesia católica en 1555.
- Marcelo Vieira, futbolista brasileño, conocido como Marcelo.
- Marcelo Hernández, presentador de televisión y cantante chileno conocido como Marcelo o Tío Marcelo.
- Marcelo (novela) de Guillermo Fesser, barman del Oyster Bar del Grand Central Terminal de Nueva York.

- Datos: Q2372965
- Multimedia: Marcelo (given name) / Q2372965